# Кузьмин (Городоцька міська громада)
Кузьми́н — село в Україні, у Городоцькій міській територіальній громаді Хмельницького району Хмельницької області. Населення становить 869 осіб.

## Географія
Поблизу села річка Сквила впадає в Смотрич. Біля південної околиці села розташований ландшафтний заказник «Гора над Смотричем».

## Історія
Перша письмова згадка про поселення датується 1494 р. На той час воно називалося Сапєжин — на честь власників — литовських магнатів Сапєг (Сапіг). Топонім Кузьмин, зауважимо, теж «сапєжного» походження та пов'язаний з Казимиром (Кузьмою) Сапєгою. По тому Кузьмин належав Гербуртам, Стадницьким та Граб'янкам.
7 (20) листопада 1917 року, відповідно до Третього Універсалу Української Центральної Ради, увійшло до складу Української Народної Республіки.
12 червня 2020 року, відповідно до розпорядження Кабінету Міністрів України № 727-р «Про визначення адміністративних центрів та затвердження територій територіальних громад Хмельницької області», увійшло до складу Городоцької міської громади.
19 липня 2020 року, в результаті адміністративно-територіальної реформи та ліквідації Городоцького району, увійшло до складу новоутвореного Хмельницького району.

## Населення

### Мова
Розподіл населення за рідною мовою за даними перепису 2001 року:
| Мова       | Кількість | Відсоток |
| ---------- | --------- | -------- |
| українська | 863       | 99.31%   |
| російська  | 6         | 0.69%    |
| Усього     | 869       | 100%     |

## Відомі люди
Уродженцями села є:
- чільний діяч української політичної еміграції, ветеран Армії УНР Іван Вараниця.
- Алексєєв Яків Савович — Герой Радянського Союзу.
- Дралюк Іван Миколайович (* 1983) — український правоохоронець.

## Галерея

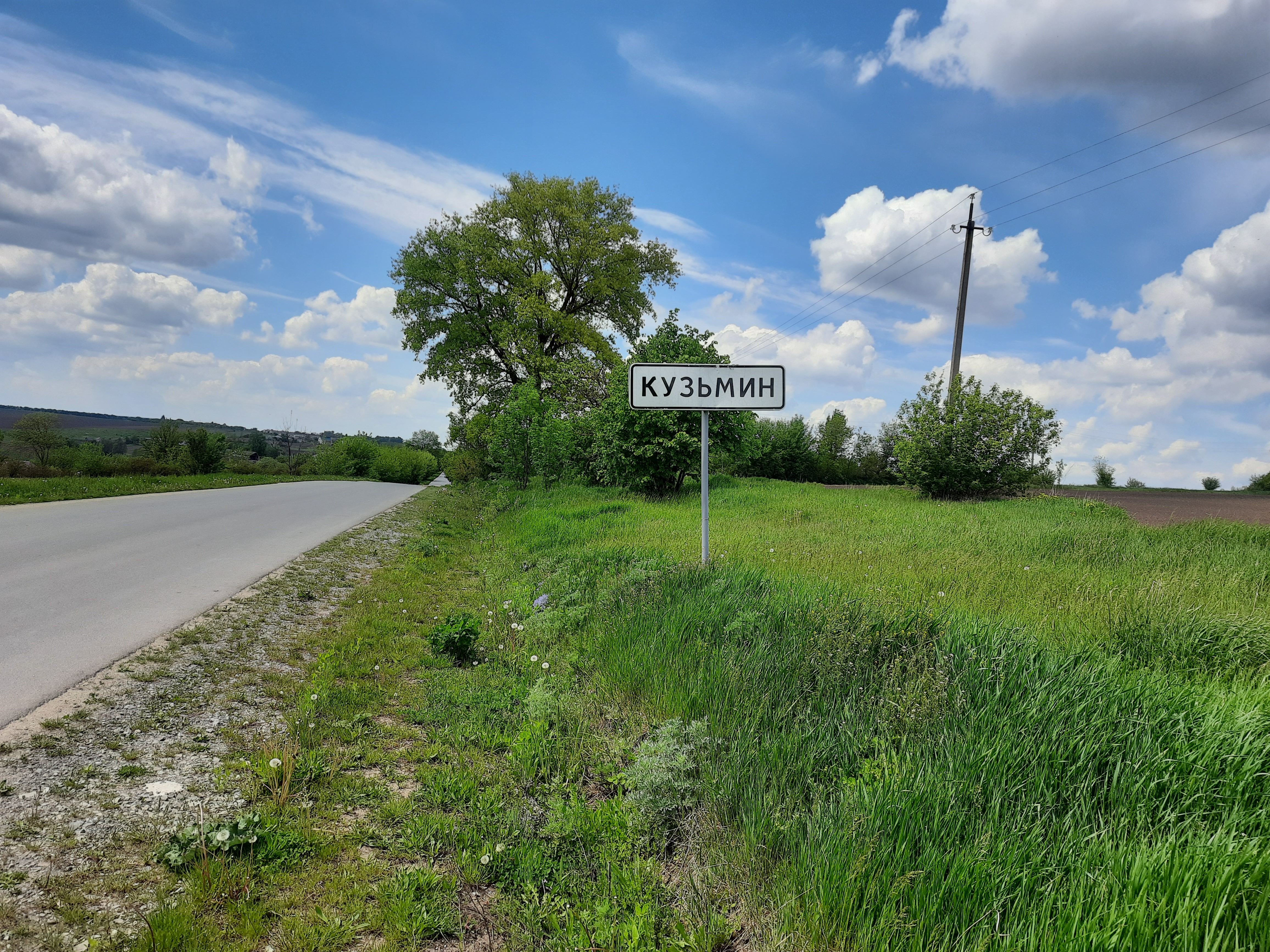
В'їзд у село
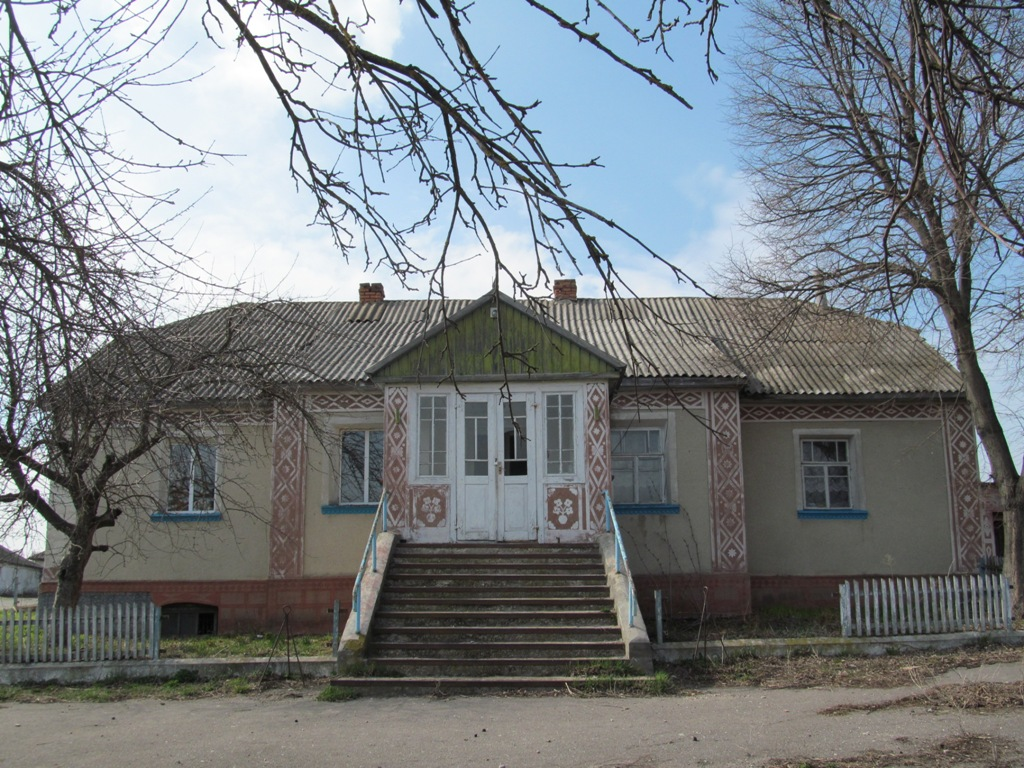
Будинок волосного правління
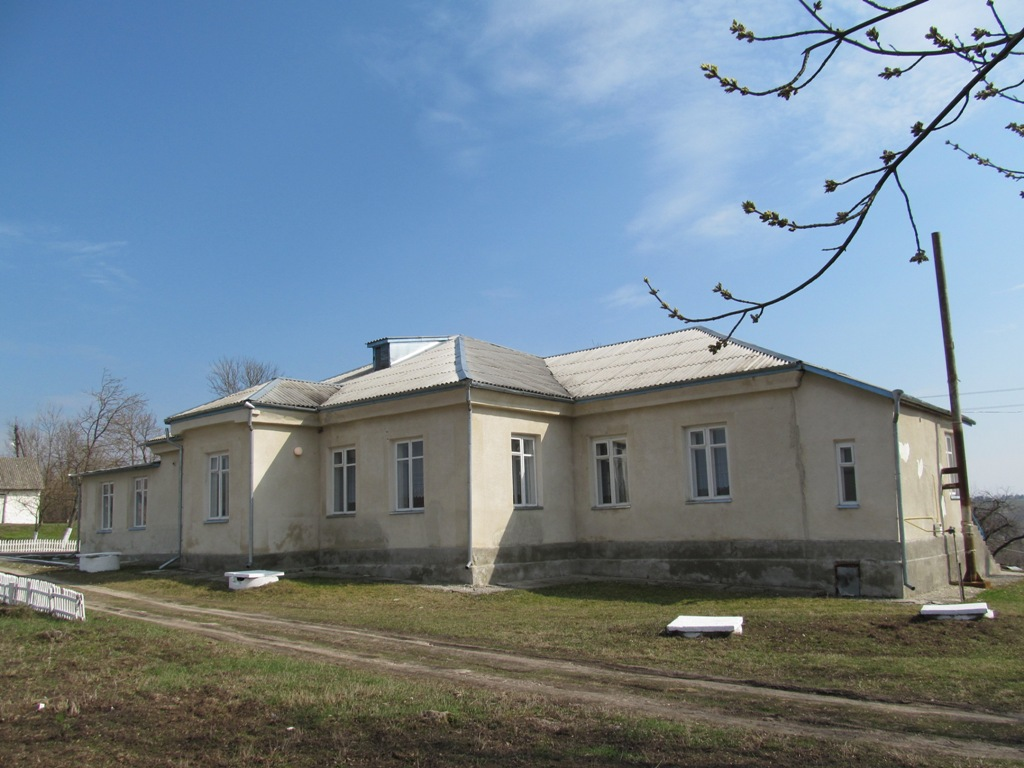
Приміщення земської лікарні
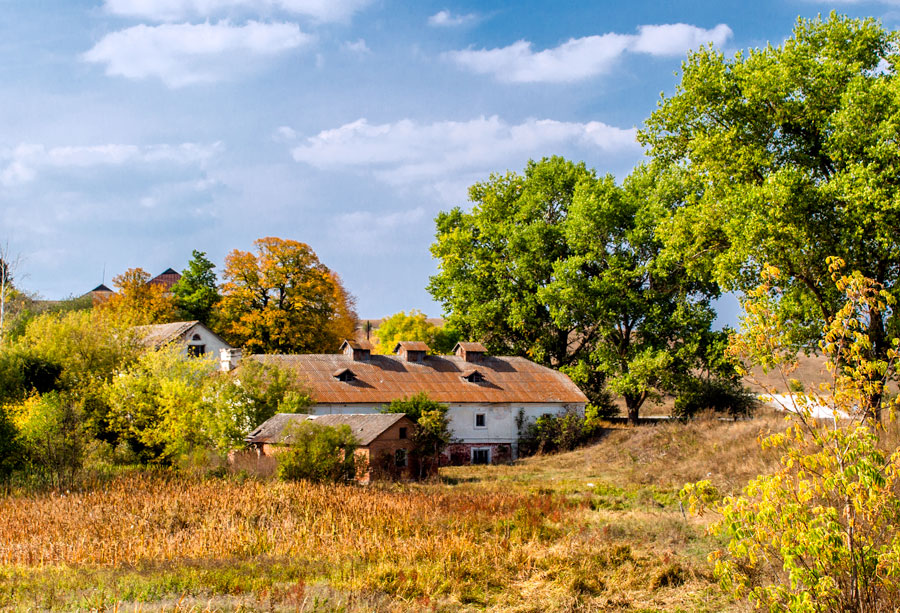
Млин
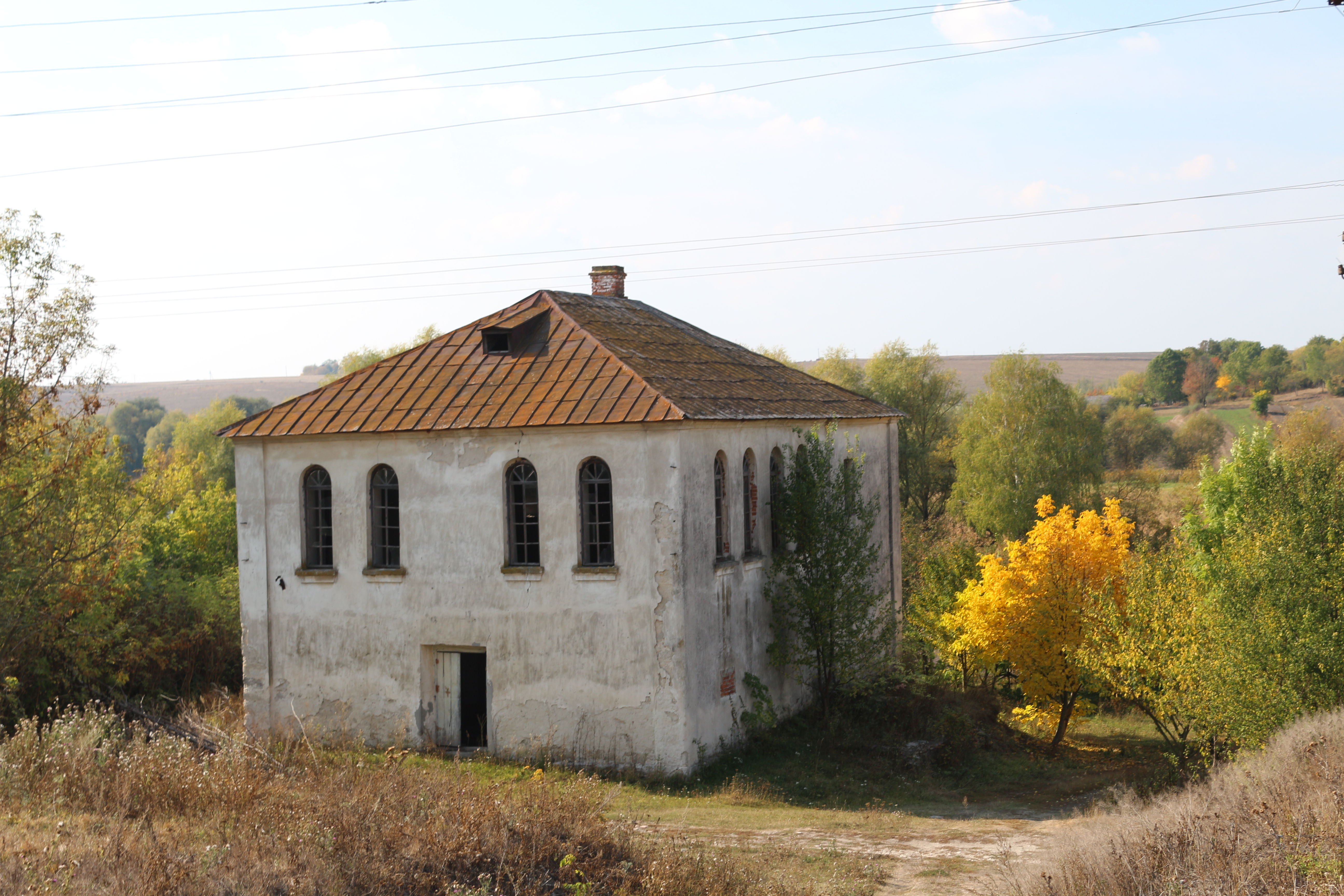
Синагога
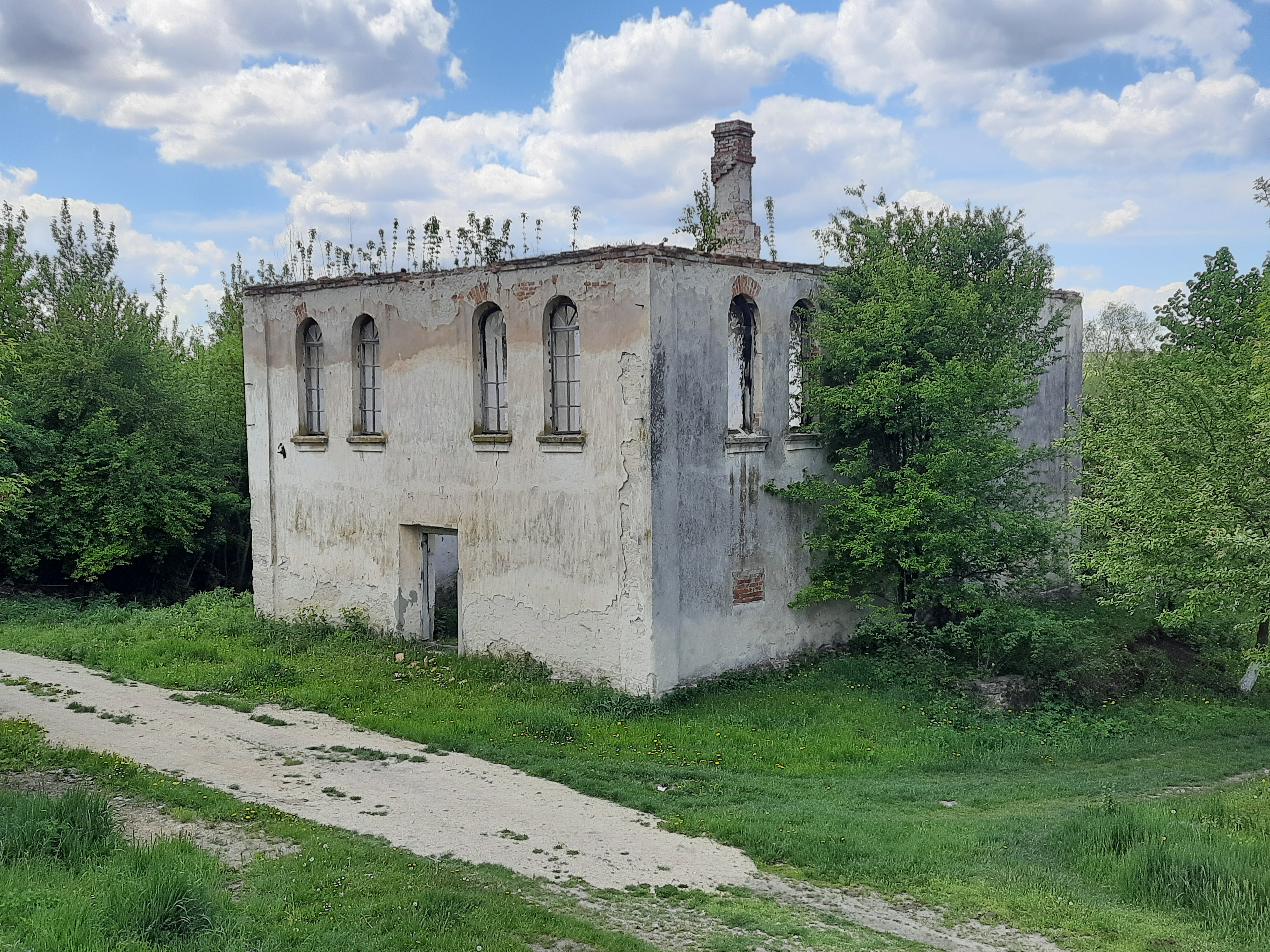
Синагога вже без даху
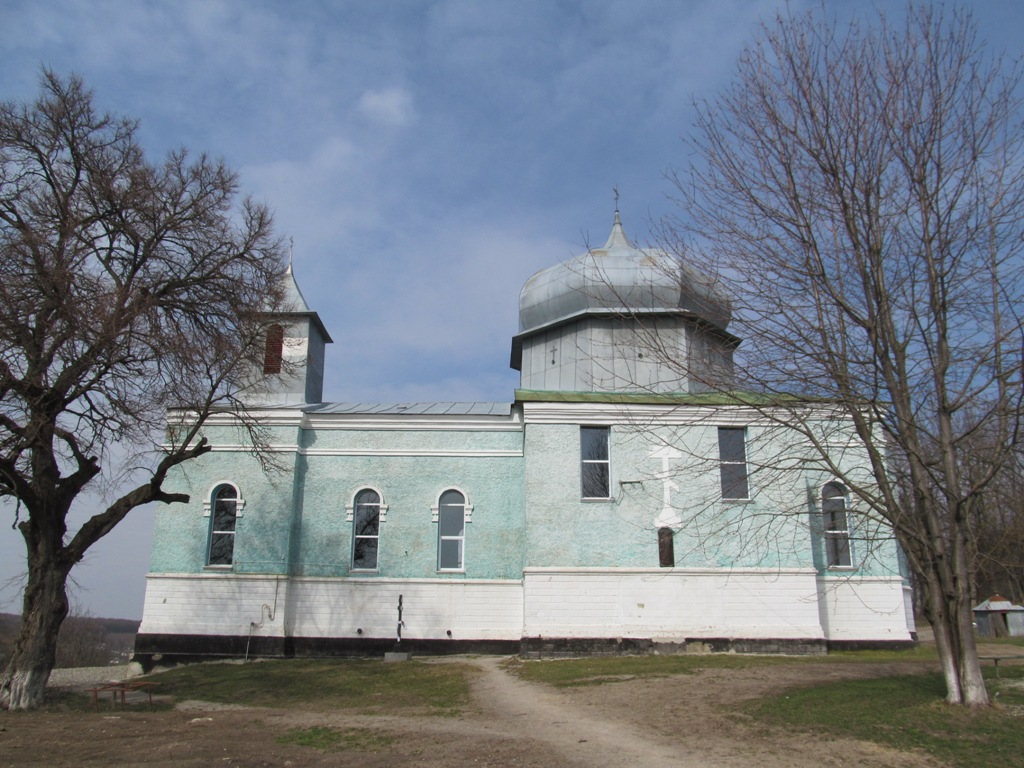
Сільська церква
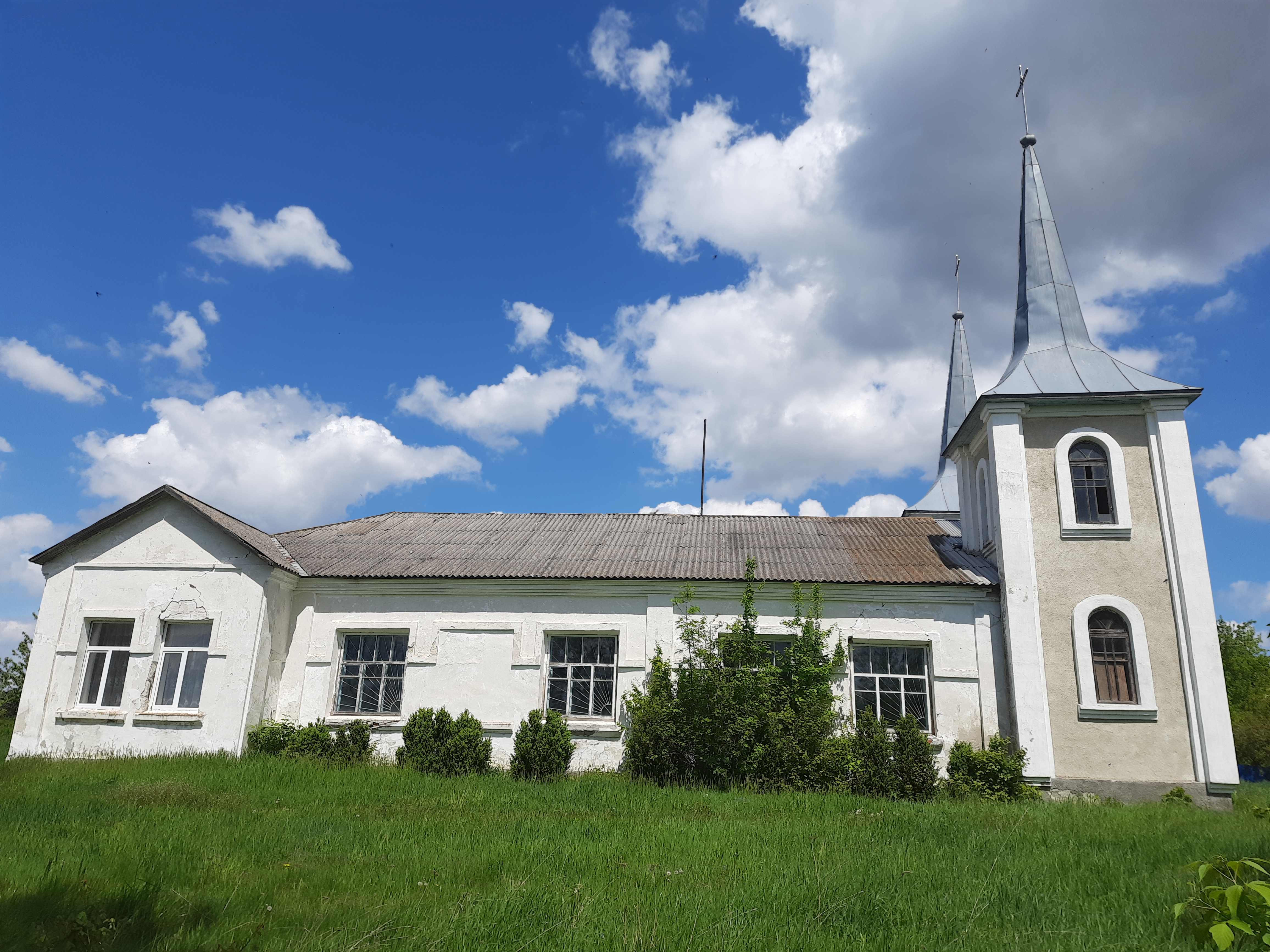
Костел
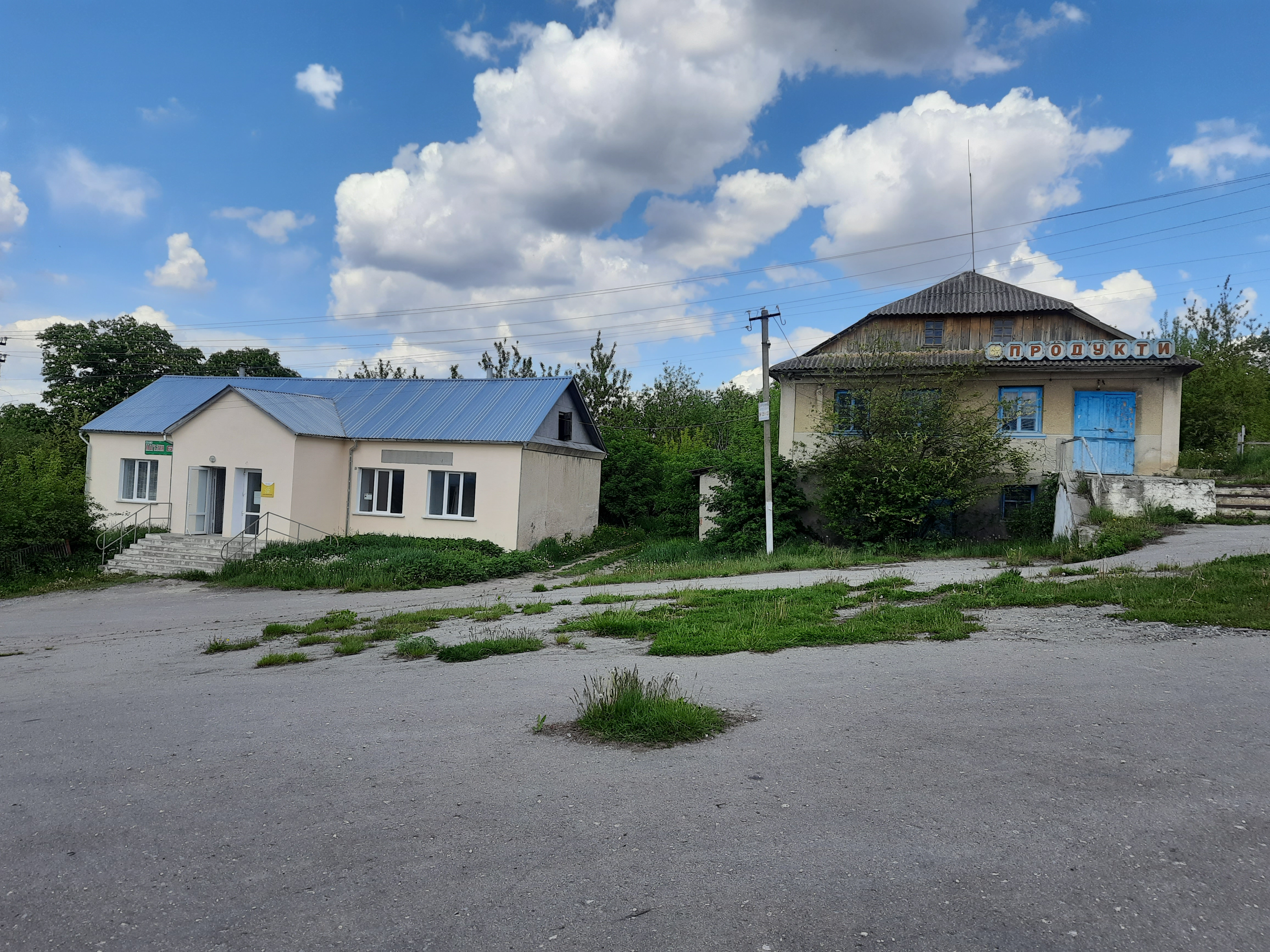
В центрі села
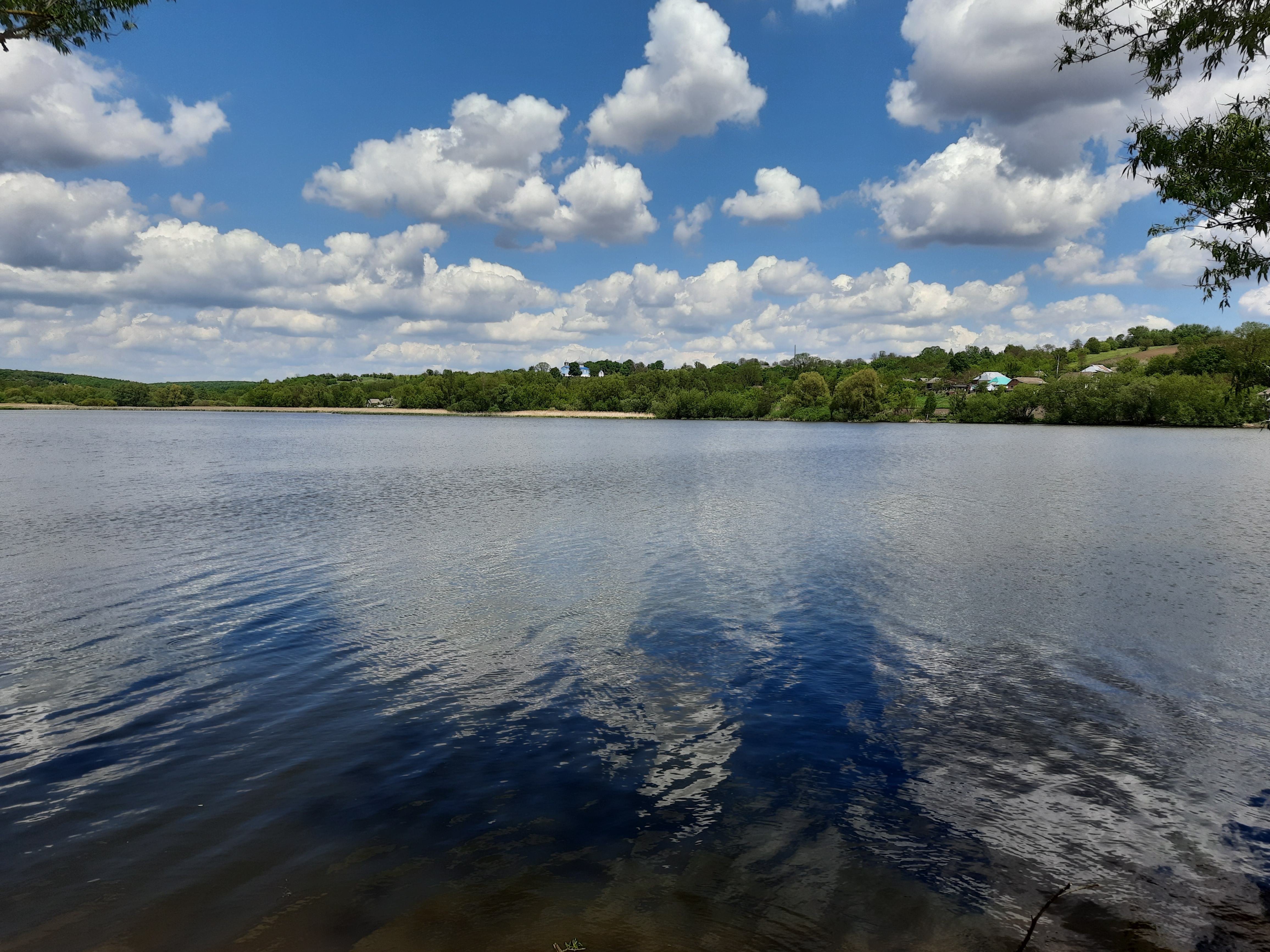
Сільський став
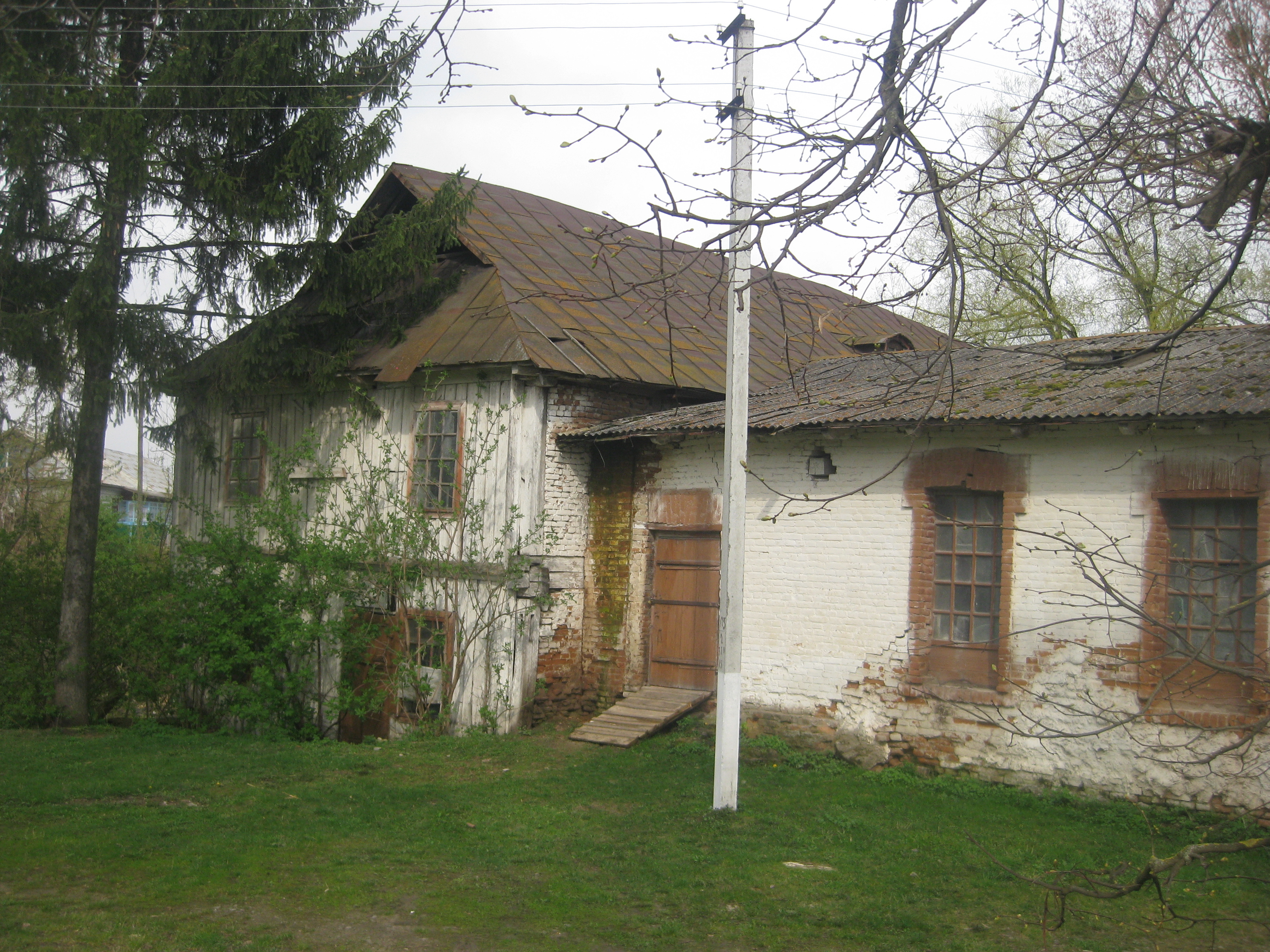
Старий млин у селі
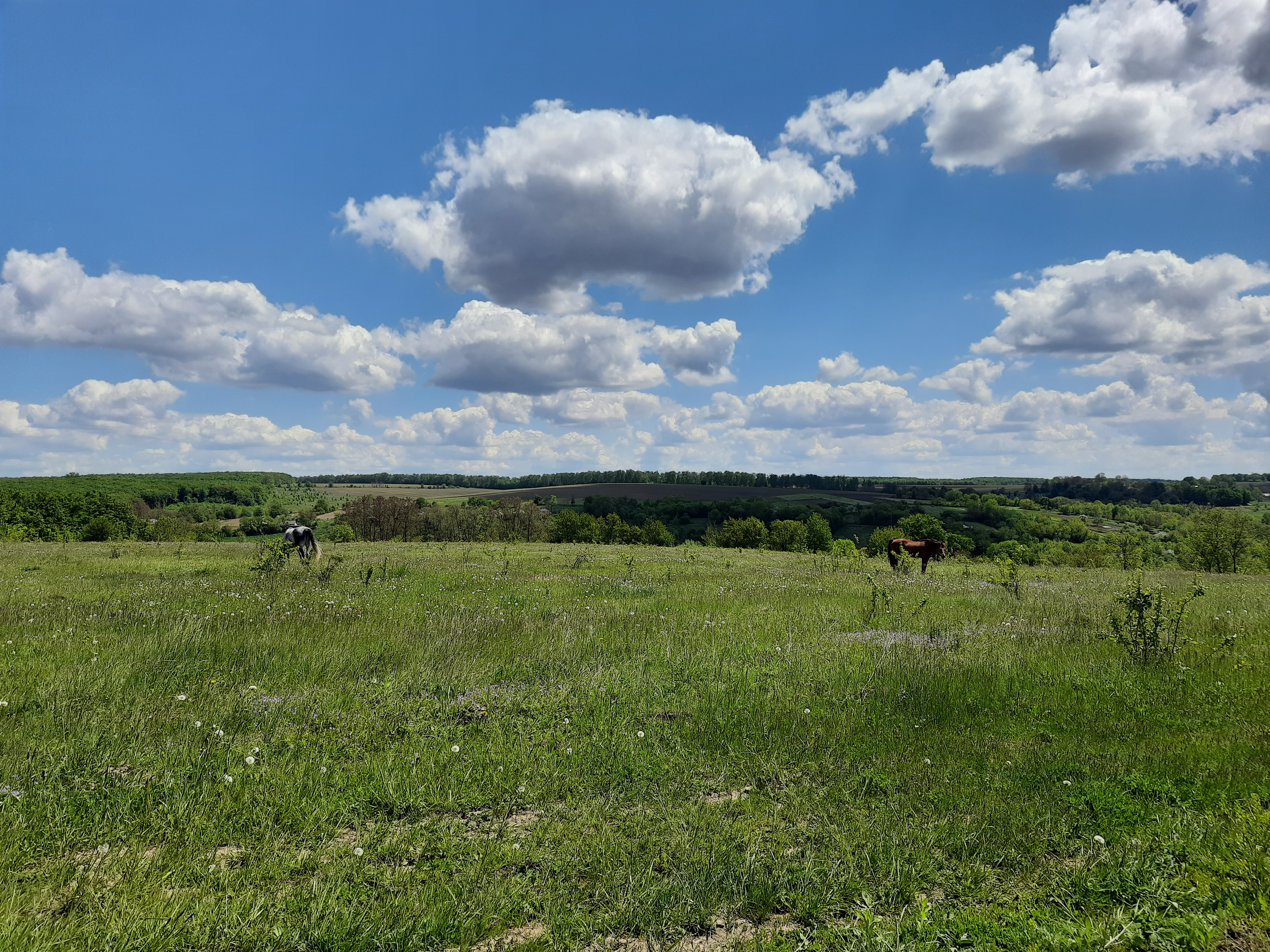
Краєвид біля села
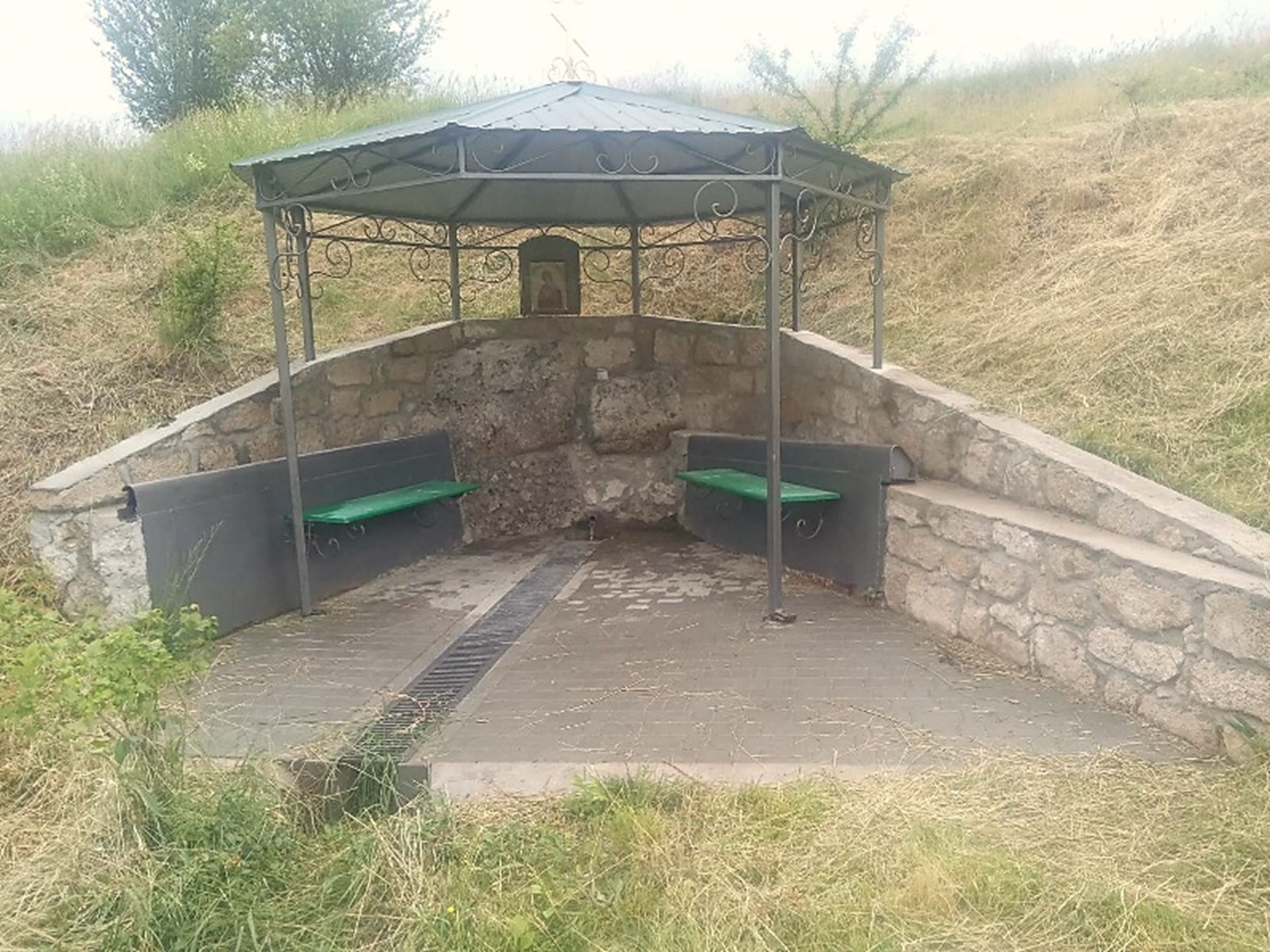
джерело
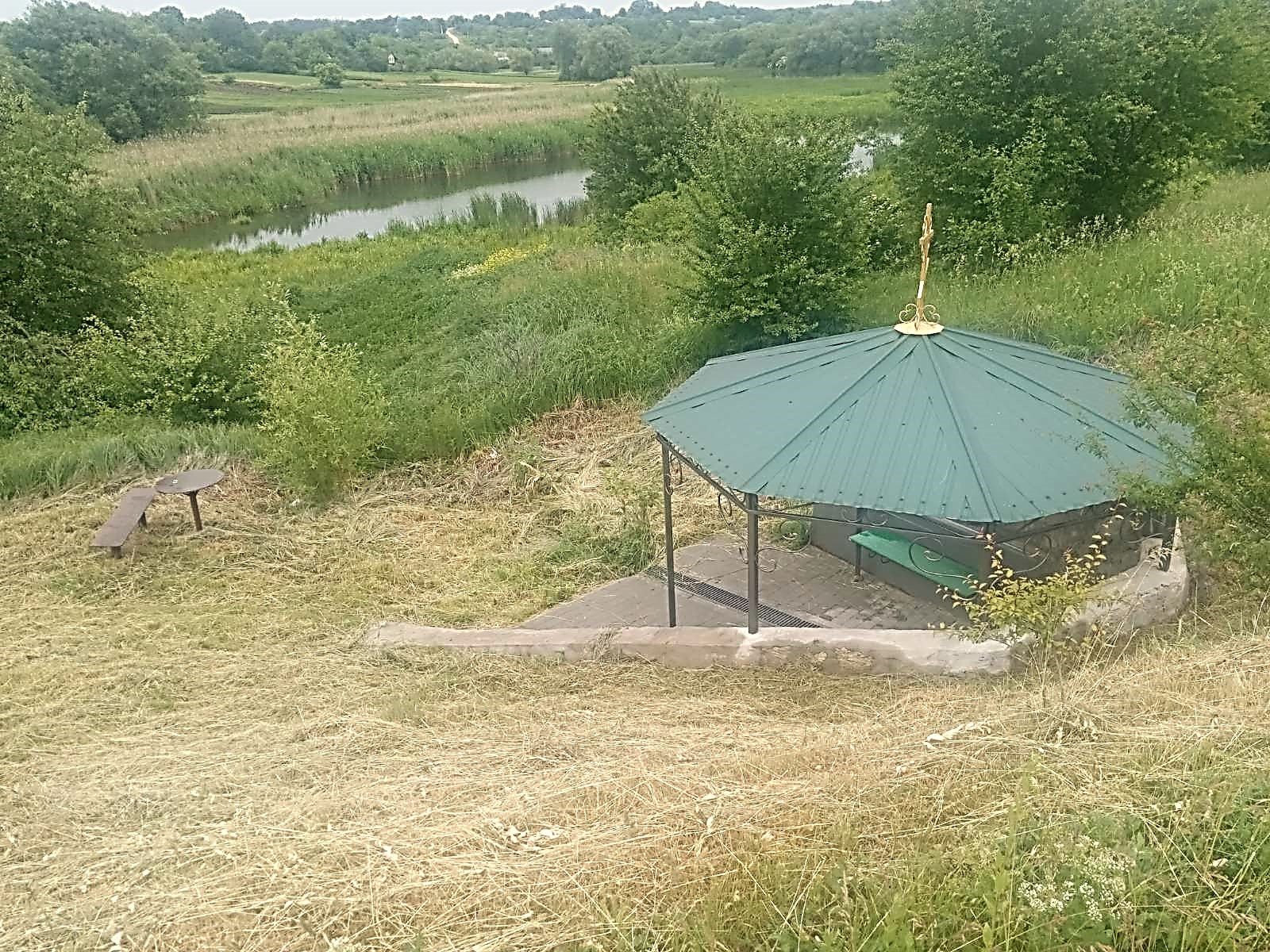
джерело